# Прорив (фільм, 2020)
Прорив — американський науково-фантастичний бойовик 2020 року; режисер Джона С'ютс Перший показ відбувся 18 грудня 2020 року.

## Про фільм
Рятуючись від земної катастрофи, космічний корабель із залишками людства вирушає до Нової Землі, де сподівається відродити людський рід.
Але на шляху до нової батьківщини, космічний ковчег піддається нападу — видозмінюваний інопланетний організм прагне знищити останніх землян, що залишилися в живих.

## Знімались
| Актор              | Роль     |
| ------------------ | -------- |
| Брюс Вілліс        | Клей     |
| Коді Кірслі        | Ноа      |
| Рейчел Ніколс      | Чемберс  |
| Кассандра Клементі | Гейлі    |
| Джонні Месснер     | Блю      |
| Корі Вільям Лардж  | Лінкольн |
| Каллан Мелвей      | Тік      |
| Тімоті В. Мерф     | Стенлі   |
| Ральф Меллер       | Вірл     |
| Томас Джейн        | Адмірал  |